# Teija Tiilikainen
Teija Helena Tiilikainen (née le 22 avril 1964 à Lohja) est une politologue et chercheuse finlandaise qui a été membre de la Convention sur l'avenir de l'Europe jusqu'en juin 2003.

## Biographie
Tiilikainen est titulaire d'un doctorat en science politique de l'Académie d'Åbo depuis 1997.
Elle est directrice de recherches au Center for European Studies, de l'université d'Helsinki. Elle a été chargée de cours et de recherches au Collège de la défense nationale, Helsinki et à l'Académie d'Åbo, Turku. Depuis 2007, elle est secrétaire d'État (chef de l'administration) du ministère des Affaires étrangères depuis sa nomination par le ministre Ilkka Kanerva.

## Publications
- Finland in the EU avec Tapio Raunio (Frank Cass, 2002)
- Defining the Political Identity of Finland in Western Europe (Ashgate, 1998)
- To Be or Not to Be? : An Analysis of the Legal and Political Elements of Statehood in the EU,  External Identity, European Foreign Affairs Review 6, 2001